# Campoplex horstmanniator
Campoplex horstmanniator là một loài tò vò trong họ Ichneumonidae.